# Хор-Ангар
Хор-Ангар (араб. خور أنغار‎, фр. Khor Angar) — город в северной части региона Обок в Джибути. Он расположен на западном берегу Баб-эль-Мандебского пролива.
Город расположен в 90 км к северу от столицы государства, города Джибути (298 км по автодорогам). Из близлежащих поселений можно выделить Мульхул (в 27 км), Обок (в 59 км) и Рахайту (48 км, в Эритрее).
Город обслуживает аэропорт Херкале, пустынная летная полоса в 7 км на северо-западе.

## Климат
Самый жаркий месяц года — июль, где средние температуры достигают 34,9 °C. Ниже всего температура в январе, где средняя температура — 26,3 °C.
Размах между выпадением осадков в самый сухой и самый влажный месяцы — 9 мм.
Средний размах температур в году — 8,6 °C. В течение года, небо всегда чистое и яркое.
| Показатель                    | Янв. | Фев. | Март | Апр. | Май  | Июнь | Июль | Авг. | Сен. | Окт. | Нояб. | Дек. | Год  |
| ----------------------------- | ---- | ---- | ---- | ---- | ---- | ---- | ---- | ---- | ---- | ---- | ----- | ---- | ---- |
| Средний суточный максимум, °C | 29,8 | 29,8 | 31,4 | 33,2 | 35,8 | 38,2 | 39,8 | 39,0 | 37,1 | 34,4 | 31,8  | 30,3 | 34,2 |
| Средний суточный минимум, °C  | 22,8 | 23,4 | 24,4 | 25,8 | 27,9 | 30,0 | 30,0 | 29,4 | 29,5 | 26,5 | 24,4  | 23,3 | 26,5 |
| Норма осадков, мм             | 5    | 4    | 8    | 3    | 1    | 0    | 4    | 6    | 9    | 4    | 7     | 6    | 57   |
| Источник: Climate-Data.org    |      |      |      |      |      |      |      |      |      |      |       |      |      |